# 工作语言
工作语言（又称程序语言）是在超国家法律的公司、協会、國家或者其他组织与经济实体中，被賦予獨特地位的语言。當一个组织内的成员有许多不同语言背景時，工作语言将作为日常通信与交流的主要语言。
绝大多数的國際組織有几种工作语言。但是工作语言可能不是该组织的官方语言。

## 联合国工作语言
最初由英语和法语作为联合国的工作语言。随后，阿拉伯语，汉语，俄语和西班牙语被加入进联合国经济及社会理事会、联合国安全理事会的工作语言。

## 几个常见组织的例子

### 英语和法语
国际刑事法院有两个工作语言：英语和法语；因此联合国秘书长要求（非官方要求）熟练的掌握这两种语言。此外欧洲委员会和北大西洋公约组织也将英语和法语作为它们的工作语言。

### 英语、法语和西班牙语
世界贸易组织、国际电信联盟、国际劳工组织、北美自由贸易协议和美洲自由贸易区都有三种工作语言：英语、法语和西班牙语。

### 其他拥有一个或两个工作语言的组织
- 北极理事会土著人民秘书处将英语作为它的单独的工作语言，尽管通信的时候也使用俄语。尽管许多极地地区的人使用因纽特方言， 某種萨米语或某種乌拉尔-阿尔泰语系的語言，英语很可能作为第二或第三语言。
- 上海合作组织有两个工作语言：汉语和俄语。
- 南方共同市场有两个工作语言：葡萄牙语和西班牙语。
- 东帝汶政府同时将葡萄牙语和德顿文（Tetum）作为工作语言，还有16种语言日常使用，国民每天还使用数十种方言。此外，印尼语和英语也是常用的语言。
- 印度的果阿邦有马拉地语作为工作语言。但是只有孔卡尼语是官方语言。

### 有三个或三个以上工作语言的国际组织
- 欧洲联盟委员会有三个工作语言：英语、法语和德语。
- FIFA有四个工作语言：英语、法语和德语、西班牙语。以前，法语是该组织唯一的官方语言。现在，英语是交流和发布公告官方语言 。
- 现在非洲联盟使用阿拉伯语、英语、法语、葡萄牙语、西班牙语和斯瓦希里语。
- 南部非洲发展共同体有四个工作语言：南非语、英语、法语和葡萄牙语。

## 参阅
- 官方语言
- 通用语
- 国际辅助语